# سفارة ليبيا في لندن
سفارة ليبيا في لندن هي البعثة الدبلوماسية الليبية في المملكة المتحدة. تحتفظ ليبيا أيضًا بقسم الشؤون القنصلية والثقافية في 61-62 Ennismore Gardens، Knightsbridge ومكتب طبي في 22 Red Lion Street، Bloomsbury.
كانت السفارة السابقة التي سميت باسم المكتب الشعبي الليبي تقع في السابق في حي سانت جيمس وكثيرا ما استهدفت من قبل المتظاهرين المعارضين لحكم معمر القذافي. في 17 أبريل 1984، أطلقت السفارة النار على المتظاهرين في ساحة سانت جيمس، مما أدى إلى إصابة عشرة وقتل ضابطة الشرطة البريطانية، إيفون فليتشر. مع الحصار اللاحق للسفارة من قبل الشرطة المسلحة وطرد من بداخلها، انقطعت العلاقات الدبلوماسية مع ليبيا ولم تُستأنف حتى عام 1999، حيث تم نقل السفارة إلى موقعها الحالي في نايتسبريدج.
كانت السفارة مرة أخرى محور الاهتمام في عام 2011 خلال الحرب الأهلية الليبية. كانت هناك عدة احتجاجات في الجزء الأول من العام ضد حملة القمع التي شنتها حكومة القذافي على المتظاهرين في عاصمة ليبيا بنغازي، وبلغت ذروتها باحتلال سقف السفارة وتبديل العلم بعلم المجلس الوطني الانتقالي (العلم الليبي الحالي). في يوليو من ذلك العام، طردت الحكومة البريطانية موظفي السفارة الحاليين واعترفت رسميًا بالمجلس الوطني الانتقالي باعتباره السلطة الشرعية الوحيدة في ليبيا.

## صالة عرض

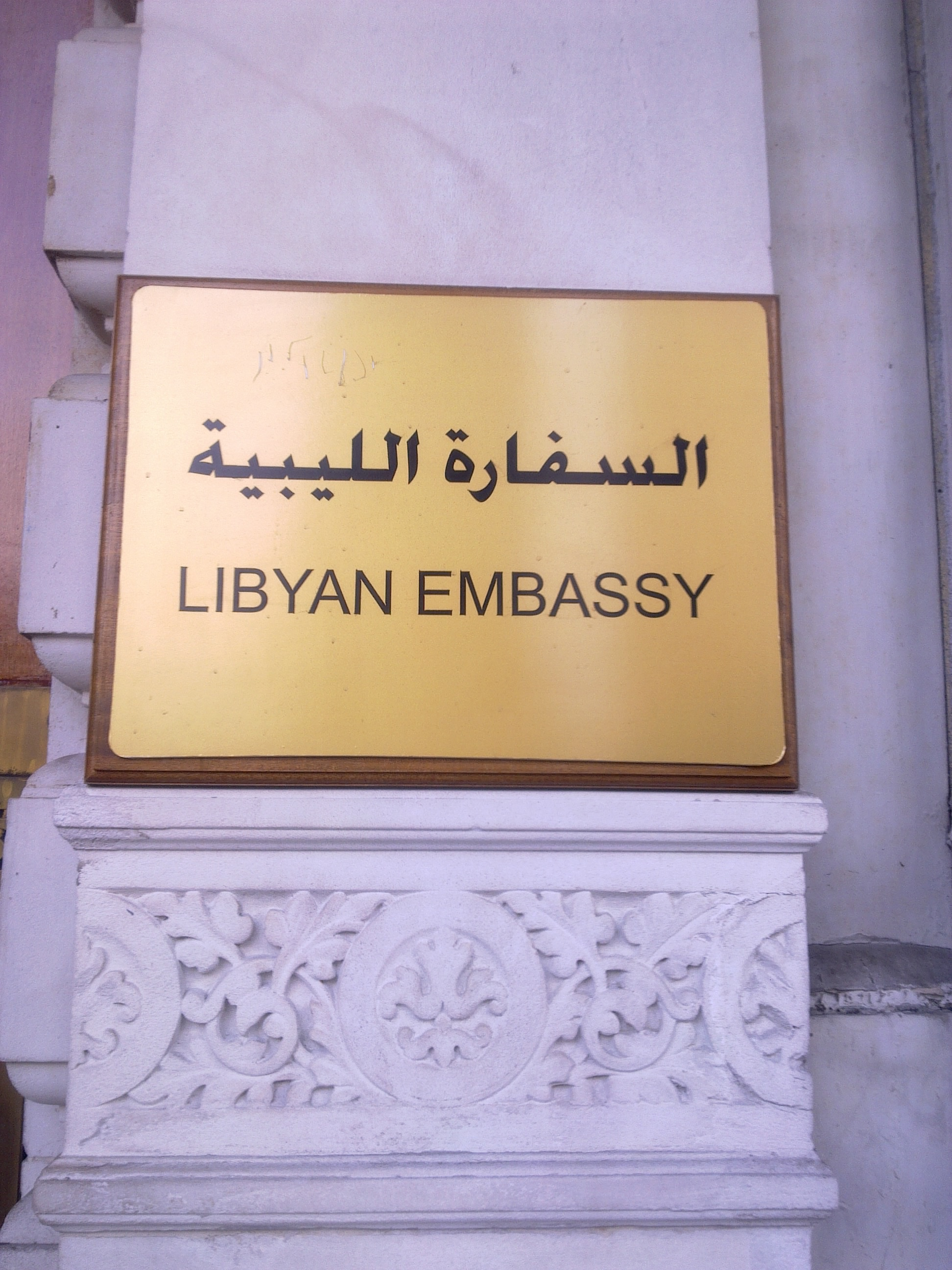
درع خارج السفارة
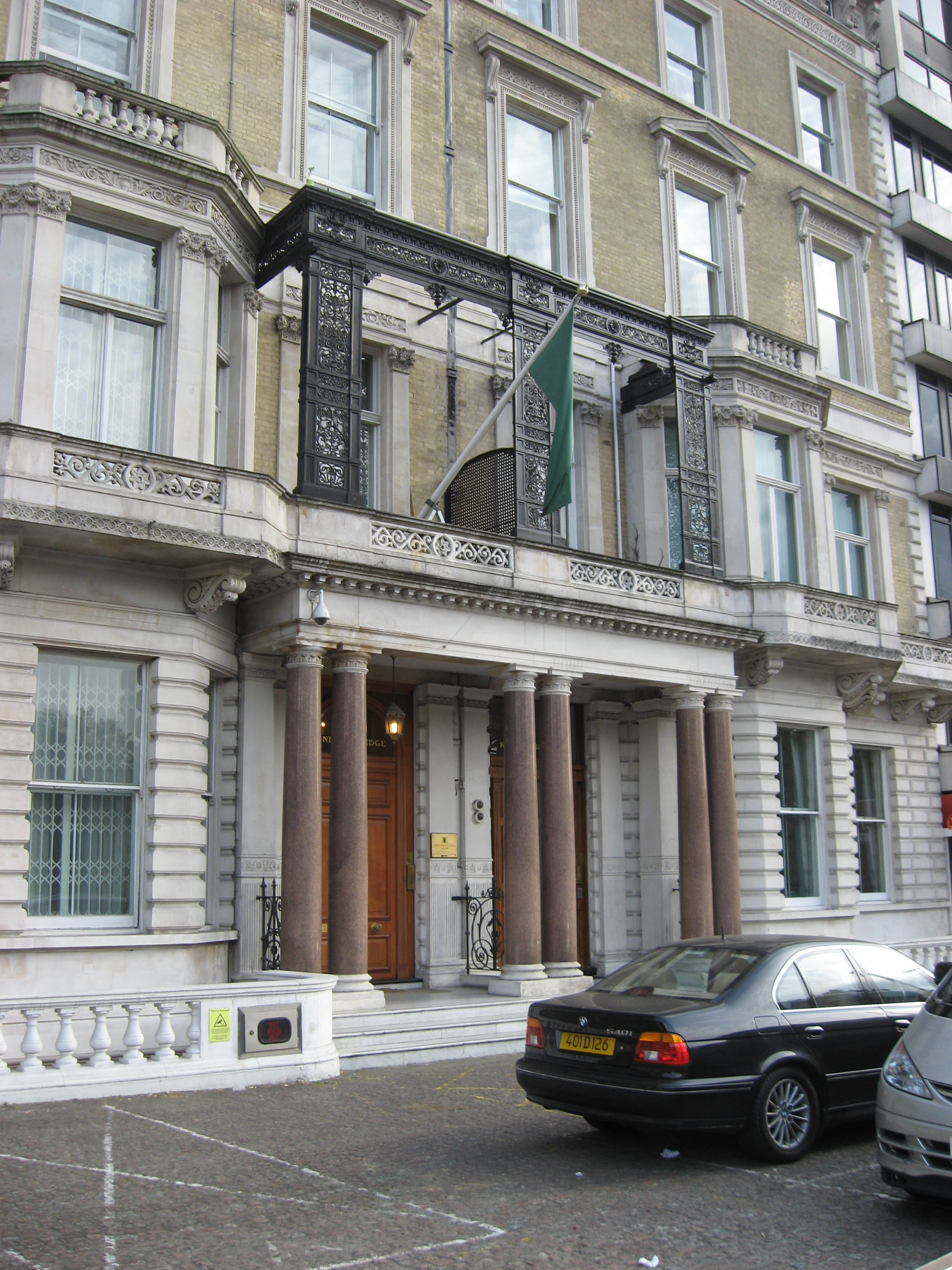
السفارة عام 2008 ، قبل الإطاحة بمعمر القذافي
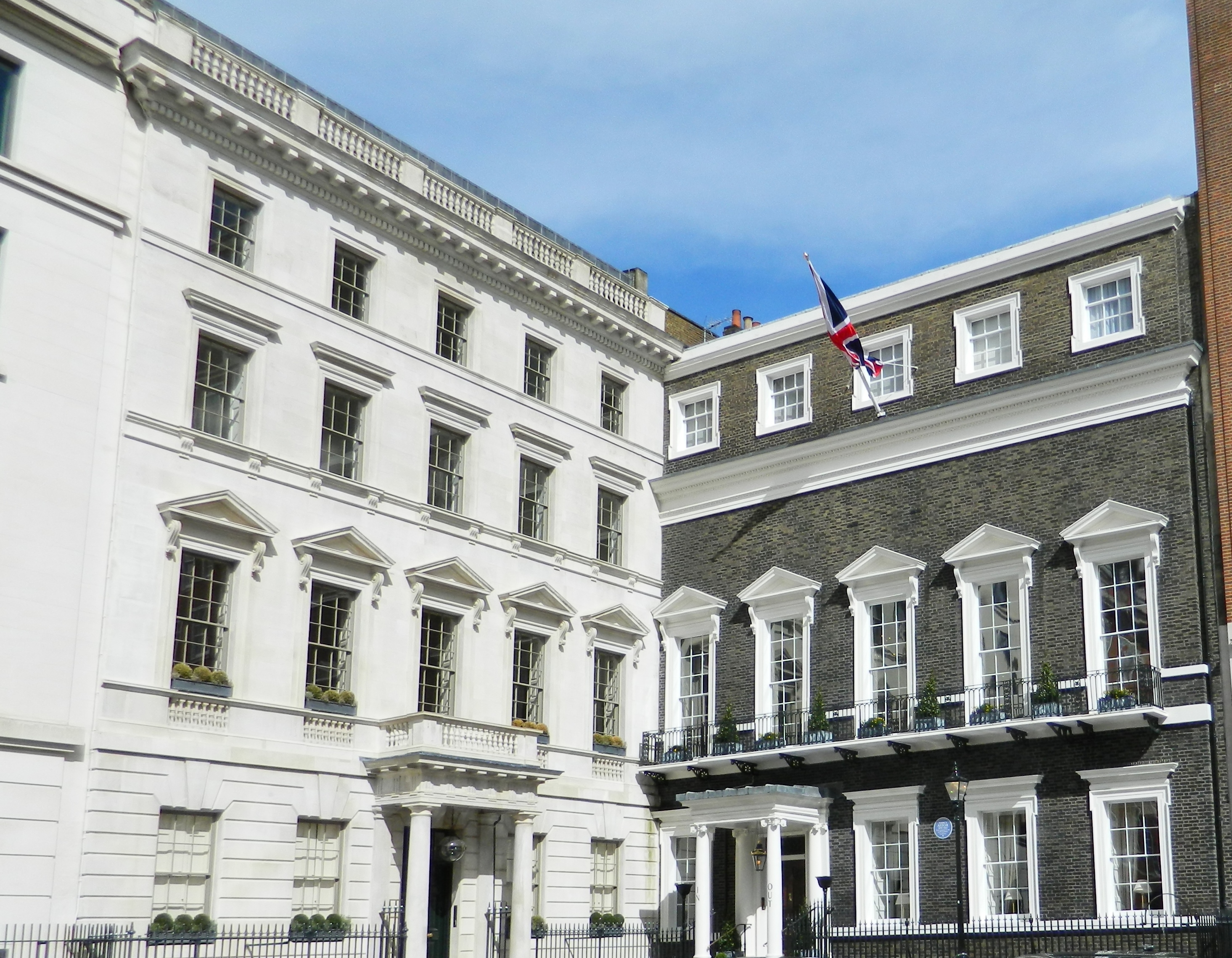
السفارة الليبية السابقة (على اليسار) في ساحة سانت جيمس والتي كانت تُعرف باسم المكتب الشعبي الليبي

## أنظر أيضا
- مقتل إيفون فليتشر